# 殖民地獨立列表

## 大英帝國/英國
- 加拿大自治領/ 加拿大：獨立於 大英帝国
- ：獨立於 大英帝国
- 新西兰 ：獨立於 大英帝国
- 英屬南非/ 南非聯邦/ 南非：獨立於 大英帝国
- 英屬南非/ 南非聯邦/ 纳米比亚：西南非洲併入 南非聯邦後，獨立於 大英帝国，後再從 南非獨立
- 英属印度/ 印度：原本是 英属印度的一部分，因印巴分治，獨立於 大英帝国
- 英属印度/ 巴基斯坦 ：原本是 英属印度的一部分，因印巴分治，獨立於 大英帝国
- 英属印度/ 巴基斯坦/ ：原本是 英属印度的一部分，因印巴分治，併入 巴基斯坦後，獨立於 大英帝国，後再從 巴基斯坦獨立
- 錫金王國:被英佔後淪為大英帝國及英屬印度保護國，後獨立，1975年加入 印度
- 英属缅甸/ 緬甸 ：獨立於 大英帝国
- 英属錫蘭/ 錫蘭/ 斯里蘭卡：獨立於 大英帝国，後改國名 斯里蘭卡[1]
- 馬來亞聯邦+ 英屬北婆羅洲+ 英属砂拉越/ 馬來亞聯合邦/ 马来西亚 ：獨立於 大英帝国
- 海峽殖民地/ 英屬新加坡/ 马来西亚/ 新加坡：獨立於 大英帝国，併入 马来西亚後，再從 马来西亚獨立
- 英属婆羅洲/  ：獨立於 大英帝国
- 伊拉克 ：獨立於 大英帝国
- 以色列 ：獨立於 大英帝国
- 约旦 ：獨立於 大英帝国
- 巴勒斯坦 ：獨立於 大英帝国
- ：獨立於 大英帝国
- 阿联酋 ：獨立於 大英帝国
- 葉門 ：獨立於 大英帝国
- 阿曼 ：獨立於 大英帝国
- 巴林 ：獨立於 大英帝国
- 南愛爾蘭/ 愛爾蘭：獨立於 大英帝国，成為唯一獨立於 大英帝国的中立國
- 英屬馬爾他/ 馬爾他 ：獨立於 大英帝国
- 英屬塞浦路斯/ 賽普勒斯 ：獨立於 大英帝国
- 英屬塞浦路斯/ 賽普勒斯/ 北賽普勒斯 ：併入 賽普勒斯，獨立於 大英帝国，後再從 賽普勒斯獨立
- 北美十三殖民地/ 美国：獨立於 大英帝国
- 英屬巴哈馬/ 巴哈马 ：獨立於 大英帝国
- 英屬牙買加/ 牙买加 ：獨立於 大英帝国
- 英屬洪都拉斯/  ：獨立於 大英帝国
- 英屬圭亞那/  ：獨立於 大英帝国
- 英屬千里達及托巴哥/ 千里達及托巴哥 ：獨立於 大英帝国
- 格瑞那達 ：獨立於 大英帝国
- ：獨立於 大英帝国
- 多米尼克 ：獨立於 大英帝国
- 英屬斐濟/ 斐济 ：獨立於 大英帝国
- 吉爾伯特及埃里斯群島/ 英屬圖瓦盧/  ：獨立於 大英帝国
- 吉爾伯特及埃里斯群島/ 基里巴斯 ：獨立於 大英帝国
- 英屬巴布亞新幾內亞/  ：獨立於 大英帝国及
- 英屬萨摩亚/ 萨摩亚 獨立於 大英帝国及 新西兰
- 英屬埃及/ 埃及 ：獨立於 大英帝国
- 英屬蘇丹/ 苏丹：獨立於 大英帝国及 埃及
- 英屬蘇丹/ 苏丹/ 南蘇丹：併入 苏丹後，獨立於 大英帝国，後再從 苏丹獨立
- 北羅德西亞/ 尚比亞 ：獨立於 大英帝国
- 英属烏干達/ 乌干达 ：獨立於 大英帝国
- 英属東非/  ：獨立於 大英帝国
- 英屬尼日利亞/ 奈及利亞 ：獨立於 大英帝国
- 南羅德西亞/ 辛巴威 ：獨立於 大英帝国
- ：獨立於 大英帝国
- ：獨立於 大英帝国
- 巴蘇陀蘭/ 賴索托 ：獨立於 大英帝国
- 尼亞薩蘭/ 马拉维 ：獨立於 大英帝国
- 英屬黃金海岸/  ：獨立於 大英帝国
- 英屬岡比亞/  ：獨立於 大英帝国
- 英屬塞拉利昂/  ：獨立於 大英帝国
- 英屬索馬里蘭/ 索馬利蘭 ：獨立於 大英帝国
- 坦噶尼喀/ 坦桑尼亚 ：獨立於 大英帝国
- 英屬喀麥隆/ 喀麦隆 ：獨立於 大英帝国
- 英屬毛里求斯/ 模里西斯：独立于 大英帝国
- 西德/ 德国：獨立於 大英帝国、 美国及 法國后与 东德合并，1990年10月3日统一於 德国
- 英屬香港/ 香港：原本是 清朝的一部分，因鴉片戰爭被 大英帝国統治， 英国1997年7月1日主權移交 中华人民共和国，成立 香港特別行政區。

## 法國
- 阿尔及利亚 ：獨立於 法國
- 突尼西亞 ：獨立於 法國
- 摩洛哥 ：獨立於 法國
- ：獨立於 法國
- 毛里塔尼亚 ：獨立於 法國
- 尼日尔 ：獨立於 法國
- ：獨立於 法國
- 中非 ：獨立於 法國
- 刚果共和国 ：獨立於 法國
- 加彭 ：獨立於 法國
- 马达加斯加 ：獨立於 法國
- ：獨立於 法國
- 塞内加尔 ：獨立於 法國
- 法属阿法尔和伊萨领地 ：獨立於 法國，今
- 叙利亚 ：獨立於 法國
- 黎巴嫩 ：獨立於 法國
- 海地 ：獨立於 法國
- ：独立于 法國
- 几内亚：独立于 法國
- 布吉納法索：独立于 法國
- 多哥：独立于 法國
- 越南民主共和国/ 越南：獨立於 法國
- 越南共和国/ 越南南方共和国/ 越南：獨立於 法國；后被 越南民主共和国滅亡，統一於 越南社会主义共和国
- ：獨立於 法國
- 柬埔寨 ：獨立於 法國
- 法屬喀麥隆/ 喀麦隆 ：獨立於 法國
- 法屬毛里求斯/ 模里西斯：独立于 法國
- 西德/ 德国：獨立於 大英帝国、 美国及 法國后与 东德合并，统一於 德意志联邦共和国

## 葡萄牙
- 巴西 ：1822年獨立於 葡萄牙
- 葡屬印度 ：1961年併入 印度
- 安哥拉 ：1975年獨立於 葡萄牙
- 莫桑比克 ：1975年獨立於 葡萄牙
- ：1975年獨立於 葡萄牙
- ：1975年獨立於 葡萄牙
- 东帝汶：1975年独立于 葡萄牙，1975年被強行併入 印度尼西亞後，1999年由 联合国託管，2002年再從 印度尼西亞獨立
- 葡屬澳門/ 澳門：1999年12月20日 葡萄牙主權移交于 中华人民共和国

## 荷蘭
- 荷屬東印度/ 印度尼西亞：獨立於 荷蘭
- 苏里南：独立于 荷蘭
- 比利时：独立于 荷蘭
- 盧森堡：独立于 荷蘭

## 比利時
- 刚果民主共和国：独立于 比利时
- 卢旺达：独立于 比利时
- ：独立于 比利时

## 日本
- ：獨立於 大日本帝国及 苏联
- ：獨立於 大日本帝国及 美国
- 台灣：1945年主權移交給 中華民國

## 丹麥
- 冰島：獨立於 丹麦
- 瑞典：獨立於 丹麦

## 瑞典
- 挪威：獨立於 瑞典

## 意大利
- 衣索比亞：獨立於 義大利王國
- ：獨立於 義大利王國
- 梵蒂冈：獨立於 義大利

## 美國
- 太平洋群島託管地/ 密克羅尼西亞聯邦 ：獨立於 美国
- 马绍尔群岛 ：獨立於 美国
- 帛琉 ：獨立於 美国
- 菲律賓 ：獨立於 西班牙，後再從 美国二次獨立
- 西柏林/ 西德/ 德国：獨立於 大英帝国、 美国及 法國后与 东德合并，统一於 德国
- ：獨立於 大日本帝国及 美国
- 古巴 ：獨立於 西班牙及 美国
- ：獨立於 西班牙及 美国
- 海地 ：獨立於 西班牙及 美国

## 西班牙
- 葡萄牙 ：獨立於 西班牙
- 墨西哥 ：獨立於 西班牙
- ：獨立於 西班牙，後再從 海地獨立
- 古巴 ：獨立於 西班牙
- 哥伦比亚 ：獨立於 西班牙
- 委內瑞拉 ：獨立於 西班牙
- ：獨立於 西班牙
- 智利 ：獨立於 西班牙
- 秘魯: 獨立於 西班牙
- 阿根廷 ：獨立於 西班牙
- 乌拉圭 ：獨立於 西班牙
- 西撒哈拉 ：獨立於 西班牙，后被 摩洛哥佔領，后 撒拉威阿拉伯民主共和國再獨立於 摩洛哥

## 蘇聯
- 俄羅斯：獨立於 苏联
- 乌克兰：獨立於 苏联
- ：獨立於 苏联
- ：獨立於 苏联
- ：獨立於 苏联
- ：獨立於 苏联
- ：獨立於 苏联
- 白俄羅斯：獨立於 苏联
- 摩尔多瓦：獨立於 苏联
- 爱沙尼亚：獨立於 苏联
- 拉脫維亞：獨立於 苏联
- 立陶宛：獨立於 苏联
- ：獨立於 苏联
- ：獨立於 苏联
- 亞美尼亞：獨立於 苏联
- 东德/ 德国：獨立於 苏联，后与 西德合并，统一於 德国
- ：獨立於 大日本帝国及 苏联

## 埃塞俄比亞
- ：獨立於 衣索比亞

## 摩爾多瓦
- 德涅斯特河沿岸：獨立於 摩尔多瓦

## 阿塞拜疆
- 阿尔察赫共和国：獨立於

## 格魯吉亞
- 阿布哈茲：獨立於
- 南奥塞梯：獨立於

## 乌克兰
- 顿涅茨克人民共和国：獨立於 乌克兰
- 卢甘斯克人民共和国：獨立於 乌克兰
- 克里米亞共和國：獨立於 乌克兰，后 克里米亞共和國公投加入 俄羅斯

## 中華民國
- 蒙古人民共和国：獨立於 中華民國，今 蒙古国
- 图瓦人民共和国：独立于 中華民國，后加入 苏联，蘇聯解體後，归属 俄羅斯，今 图瓦共和国
- 滿洲國: 獨立於 中華民國，後附屬於 大日本帝国，抗日戰爭勝利後復歸 中華民國，今屬 中华人民共和国東三省

## 俄羅斯
- 芬兰：獨立於 俄罗斯帝国
- 烏克蘭人民共和國:獨立於 俄罗斯帝国
- 格魯吉亞民主共和國獨立於 俄罗斯帝国
- 阿塞拜疆民主共和國獨立於 俄罗斯帝国
- 亞美尼亞民主共和國獨立於 俄罗斯帝国
- 白俄羅斯人民共和國獨立於 俄罗斯帝国
- 立陶宛王国 (1918年)獨立於 俄罗斯帝国
- 拉脫維亞共和國 (1918年)獨立於 俄罗斯帝国
- 愛沙尼亞共和國獨立於 俄罗斯帝国

## 哥倫比亞
- 巴拿马：獨立於 哥伦比亚

## 阿曼
- ：独立于 阿曼；後加入 坦桑尼亚

## 南斯拉夫
- ：獨立於 南斯拉夫社會主義聯邦共和國
- 斯洛維尼亞：獨立於 南斯拉夫社會主義聯邦共和國
- ：獨立於 南斯拉夫社會主義聯邦共和國
- 北馬其頓：獨立於 南斯拉夫社會主義聯邦共和國
- 塞爾維亞與蒙特內哥羅：獨立於 南斯拉夫社會主義聯邦共和國
- 蒙特內哥羅：獨立於 塞爾維亞與蒙特內哥羅
- 科索沃：獨立於 塞爾維亞

## 納粹德國
- 维希法国：獨立於 納粹德國，後改國名 法蘭西共和國，后被 英国、 美国、 苏联給予承認
- 奥地利:獨立於 納粹德國：后被 英国、 美国、 苏联、 法國、 西德、 东德及 德国給予承認
- 南斯拉夫王國:獨立於 納粹德國獲得解放，後被南斯拉夫共產黨改為 南斯拉夫社會主義聯邦共和國，受到 苏联、 中國及 保加利亞人民共和國等承認